# Johan Haartman (teolog)
Johan Haartman, född 1682 död 1737, var en finländsk professor, son till Jakob Bengtsson Haartman, far till Jakob Haartman och Johan Haartman den yngre.
Haartman blev metaphysices professor i Åbo 1722 och teologie professor där 1735.